# Ciutat iberoromana fortificada la Carència
La ciutat iberoromana fortificada la Carència, també coneguda com a poblat ibèric la Carència, és un jaciment iberoromà que va ser descobert el 1887 i està situat a tres quilòmetres del municipi de Torís, a la serralada del Portell, a la comarca de la Ribera Alta valenciana. És considerat com a Bé d'interès cultural amb número d'anotació ministerial: RI-51-0012148, i data d'anotació: 21 de juliol de 2008.
Alguns arqueòlegs han proposat la identificació d'aquest jaciment amb la seca ibèrica de Kili.

## Història
La Carència de Torís és una antiga ciutat ibèrica, amb més de vuit hectàrees, que va començar el seu camí al segle iv aC i pervisqué fins al segle ii dC, en temps romans, encara que amb una àrea més reduïda, i va continuar ocupada en època islàmica amb una torre sentinella.
El jaciment de la Carència es va donar a conèixer al segle xix, però no és fins a 1971 quan s'hi fa la primera excavació que mostra materials de les cultures del bronze, ferro, romana i àrab. Gràcies als treballs de la investigadora Milagros Gil-Mascarell en els anys 1971-1972 es coneix la cronologia d'una part del jaciment així com el tipus de construccions i extensió d'una part del poblat, que té una ocupació del bronze final, continuant en les èpoques ibèrica, romana republicana i imperial, fins a arribar al període islàmic, amb la construcció d'una torre. Es va posar al descobert una reduïda part del conjunt amb diverses habitacions i nivells d'ocupació dels segles IV a I aC.
L'any 2001 es va iniciar un projecte de la Diputació de València, sota la direcció de la conservadora del Museu de Prehistòria de València, Rosa Albiac Descals, gràcies al qual es van poder documentar tres muralles amb torres construïdes per defensar, tenir bona visibilitat del territori i donar monumentalitat al lloc, entre els segles IV i III aC.
Els experts consideren que en el segle vi aC es va consolidar i estabilitzar el poblat iber amb cinc assentaments, i més tard, al segle iv aC, es considera el gran moment de la cultura ibera al territori, ja que és en aquest moment quan es crea un recinte fortificat amb construccions a l'interior. La troballa d'escultures reforça la seua entitat com a centre amb una certa aristocràcia local. Dels segles II i I aC s'han trobat un total de 22 jaciments amb materials ceràmics ibers i romans, la qual cosa posa en evidència un índex d'ocupació més gran que abans. La importància que degué tenir la població es veu clara en fets com ara la gran quantitat de ceràmica d'importació, que indicava contactes comercials estrets amb grecs i romans. Es poden trobar per tota la ciutat vestigis que mostren signes de defensa, resistència, incendi i destrucció. Per a l'arqueòloga Rosa Albiac, la Carència es correspondria amb la seca ibèrica de Kili. Kili ens és coneguda per un seguit de monedes ibèriques amb la llegenda en ibèric Kili i la llegenda Gili en llatí.

## Descripció
La Carència està en una àmplia plana amb relleu càrstic on destaquen alguns massissos solcats pel riu Magre, amb nombrosos barrancs i fonts que emergeixen a la vora de les muntanyes. La proximitat al riu Magre, afluent del Xúquer, va condicionar-ne la ubicació, ja que d'aquesta manera podia incloure una xarxa comercial fluvial i terrestre de l'antiguitat en contacte directe amb el comerç marítim. La intensa activitat comercial que va tenir queda palesa per la troballa de nombrosos objectes grecs, fenicis, ibèrics i romans, i en destaca un miler de monedes. La identificació d'aquest assentament amb la seca de Kili (segle iii aC) atén, actualment, la dispersió espacial de les monedes.
Té una situació estratègica, entre la costa i les comarques interiors, cosa que li va proporcionar un caràcter de nucli distribuïdor de mercaderies cap a les comarques d'interior. Al jaciment es pot accedir per tres camins diferents. Pel nord-oest del vessant, pel qual es pot circular amb vehicle. Pel sud-oest arribem a la cota més baixa del poblat. I, finalment, a l'est de la muntanya, gairebé perdut per la vegetació i pel qual s'arriba a una font situada a la part mitjana del poblat. A la plana que envolta la muntanya de la Carència es troben moltes restes arqueològiques, així, s'aixequen alguns petits turons on s'ubiquen poblats de l'època de bronze i ibèrics i en algunes terrasses del riu Magre es troben també restes de vil·les romanes.
Per la seua situació elevada, des de la ciutat es controlava i s'albirava un ampli territori: pel sud-oest i al fons de la serra de l'actual terme de Dosaigües i el poblat ibèric de Pic dels Alls (Iàtova) i pel sud-est el port de Bunyol. Pel nord s'albiren al fons els últims contraforts de la serra Calderona i darrere de l'actual localitat de Loriguilla, el cim de la ciutat ibèrica d'Edeta (Llíria). Cap a l'est en un dia clar es pot arribar a veure la mar Mediterrània.
L'extensió de la ciutat era gran, de més de vuit hectàrees, i tenia a més doble muralla exterior. La primera muralla tancava un recinte denominat per Milagros Gil-Mascarell, "l'acròpoli": se situa en el punt més alt del cim, és considerat el recinte més antic, ocupa 0,3 hectàrees amb un perímetre de 246,49 metres quadrats. També es coneix, des de les excavacions dels anys 70, una torre anomenada torre Est, que no conserva tota la planta; les seues mesures són 4,26 x 4,90 metres. A l'interior del recinte s'han trobat restes de ceràmica ibèrica, itàlica amb vernís negre, carbó, escòria de metall, malacologia i fauna amb una datació dels segles II-I aC. En un nivell més baix s'ha trobat ceràmica àtica de vernís negre i també fenícia i ibèrica. La cronologia d'aquest nivell seria la del moment de construcció de la muralla, que podria estar entre els segles IV-III aC.
Respecte al recinte envoltat per la segona muralla, l'estudi arqueològic i d'història antiga, al costat d'altres disciplines, relaciona les reformes i tapiats de la muralla amb la presència cartaginesa i romana a Ibèria, amb els enfrontaments bèl·lics de la Segona Guerra Púnica (218-201 aC) i la Guerra de Sertori (83-72 aC). Aquest recinte està situat enmig del vessant sud, a 348,60 m; ocupa una superfície de 18.684,52 m2, equivalent a 1,86 hectàrees.
La muralla del tercer recinte dataria de l'època de la fundació romana de Valentia (138 aC), que tanca una superfície de 85.377,95 m2, poc més de 8,6 hectàrees. Els materials emprats per a la construcció de tots els trams de muralla i de les seues torres són carreus i terra. La captació d'aigua per al proveïment quotidià es feia amb fonts i cisternes així com pels avencs i coves d'aquesta muntanya.